# Sonnenfinsternis vom 12. Mai 361 v. Chr.
Die Sonnenfinsternis vom 12. Mai 361 v. Chr. war eine ringförmige Sonnenfinsternis, die im nördlichen Südamerika und im Mittelmeerraum sichtbar war.

## Beschreibung
Der zentrale Schattenbereich begann im Pazifik, überquerte die heutigen Staaten Ecuador, Kolumbien und Venezuela und anschließend den Atlantik, durchlief die iberische Halbinsel, überquerte die Balearen, Sardinien, Sizilien und Kreta und endete schließlich im Mittelmeer.
(Die angegebene NASA-Quelle rechnet, wie in der Astronomie üblich, von unserer Zeit ausgehend eine gewisse Anzahl Jahre zurück und kommt auf das Jahr -360. Da das nicht-historische Jahr 0 darin enthalten ist, gehört dazu die historische Zeitangabe 361 v. Chr. Das erklärt auch die Jahreszahl der Skizze in nebenstehender tabellarischer Übersicht.)

## Historische Bemerkungen
Plutarch berichtet, dass der Eudoxos-Schüler Helikon von Kyzikos diese Sonnenfinsternis vorhergesagt habe. Dies ist damit neben der von Thales von Milet vorhergesagten Sonnenfinsternis vom 28. Mai 585 v. Chr. die zweite bekannte, erfolgreich vorhergesagte Sonnenfinsternis.